# Giulio Rincione
Giulio Rincione, anche conosciuto con lo pseudonimo di Batawp (Palermo, 13 dicembre 1990), è un fumettista, illustratore e artista italiano.

## Biografia
Dai 12 ai 15 anni frequenta il Conservatorio e si appassiona al mondo dell’arte fin dall’adolescenza. Al liceo, si avvicina al mondo del fumetto e inizia a creare vignette caricaturali. Conseguito il diploma, si iscrive alla Scuola del Fumetto di Palermo e termina gli studi nel 2012. Nello stesso anno, pubblica la sua prima opera, “C”, apparsa sul sito web Verticalismi.
Nel 2012 collabora come colorista con Lelio Bonaccorso e Marco Rizzo su “Jan Karski. L’uomo che scoprì l’olocausto” per Rizzoli Lizard e per piccoli editori Americani. Nel 2013, fonda il progetto indipendente Pee Show, insieme ai fumettisti Francesco Chiappara (Prenzy) e Lucio Passalacqua (Luciop), con la collaborazione di Marco Failla, fumettista e illustratore. A partire dall’esperienza del collettivo, pubblica “Storielline”, una raccolta di racconti brevi. Qui l’autore matura lo stile che caratterizzerà il suo lavoro anche successivamente.
Dal 2014 inizia la sua collaborazione con la casa editrice Shockdom, con il primo volume di “Noumeno. Un thriller quantistico”, scritto da Lucio Staiano e Gianluca Caputo. La raccolta si compone di quattro capitoli. La collaborazione con Shockdom si estende a tutto il collettivo Pee Show e, nel 2015, realizza il graphic novel “Paranoiae”, di cui Rincione cura sia i testi che i disegni. Nel 2016 pubblica il primo albo della trilogia “Paperi” (paperUgo, paperPaolo, One$), con sceneggiature di Marco Rincione. Questa rappresenta la prima di una serie di collaborazioni con il fratello gemello (“Vite di Carta”; “Groucho”, 2017). A giugno dello stesso anno esordisce sulla collana “Orfani”, della Sergio Bonelli Editore, con una serie di tavole sul numero 9 della serie Nuovo Mondo.
Nel 2017 realizza, sui testi del fratello Marco, il graphic novel “Vite di carta”. Nello stesso anno, ancora insieme al fratello, presenta al Lucca Comics and Games “La fine di un giorno qualunque”, penultimo albo della collana “Groucho”, raccolto in seguito nel cofanetto Grouchomicon. Ha anche lavorato come copertinista per Marsilio Editori (Ivano Porpora, “Nudi come siamo stati”, 2017; “L’argentino”, 2018). Realizza le variant di “Torture Garden” 1, 2 e 3, le cover di “Torture Garden” edizione libreria e di “Cannibal Family” per Edizioni Inkiostro.
Nel 2018 torna a lavorare per Bonelli, per cui realizza la copertina del numero 21 di Dylan Dog Color Fest ("Lo scuotibare") e i disegni del numero 24 (“L’Isola dei morti”, su testi di Michele Monteleone).
Nel 2019 esce la sua nuova opera ‘’Condusse me’’, pubblicata da Shockdom e presentata in anteprima al Napoli Comicon. Nel 2021 realizza un albo della collana "Dylan Dog Color Fest"("Mr Punch"),su testi di Giuliano De Feo. Rincione è attualmente docente di fumetto e illustrazione presso la Scuola Internazionale di Comics di Napoli. Dal 2019 lavora presso la Walt Disney Company.

## Opere
Le opere di Rincione sono accomunate da toni cupi, che si manifestano nei testi attraverso la ricorrenza di temi quali la depersonalizzazione e la solitudine.
Nei suoi fumetti, Batawp fa tipicamente uso della prima persona per narrare attraverso i suoi protagonisti: figure spesso tormentate dal passato o dalla perdita. Le loro storie hanno di rado un lieto fine: il loro racconto può concludersi in modo cruento e spietato, ma anche lasciare spazio a molteplici interpretazioni.
Il suo stile grafico è ben riconoscibile nelle linee spezzate e nella trama pittorica, evidente anche nelle opere digitali. L’autore esclude quasi totalmente le tinte piatte e modula con attenzione la luce: la sua intensità, colore e posizione, infatti, variano a seconda dell’atmosfera che si vuole ricreare.
In alcune sue tavole o illustrazioni, Rincione usa la fotografia come punto di partenza per la creazione di texture (come nella copertina di “Condusse me”).
- “C”, Vericalismi, 2012. Il suo fumetto di esordio, di pubblicazione indipendente e online.
- “Storielline” (con Pee Show), 2013. Un albo di pubblicazione indipendente, che racchiude tre brevi racconti a fumetti (Tubicino, Fiorellino, Il Canarino). Introduzione di Lucio Passalacqua (Pee Show).
- "Noumeno. Un thriller quantistico”, Shockdom 2014. Il protagonista di questo thriller politico è Salomon Maimon, la cui realtà si sdoppia: esponente politico da una parte, blogger influente dall’altra. Le sue due vite parallele sono descritte graficamente attraverso un contrasto delle tinte.
- “Paranoiae”, Shockdom 2015. Il protagonista di questo graphic novel è Alan, un giovane che soffre di disturbi della personalità che generano un’entità mostruosa. Questa si manifesta in lui periodicamente, sin dall’infanzia. Diversi personaggi animano l’opera e sono accomunati dagli stessi tormenti. Il volume appartiene alla collana “Fumetti Crudi”, pubblicata da Shockdom e include una prefazione di Marco Rincione.
- “Paperi”, (con Marco Rincione) Shockdom 2016. Le tre storie brevi hanno per protagonisti paperi ispirati al mondo Disney. Questi sono reinterpretati e ricontestualizzati in un universo distopico, che mette in luce le perversioni e gli aspetti più degradanti della natura umana. L’opera è pubblicata inizialmente in tre volumi, PaperUgo, PaperPaolo e One$, successivamente raccolti in un omnibus con due storie inedite: un prologo, PaperFranco, di Marco Rincione e un epilogo, Nel nome del papero, di Giulio. Il fumetto appartiene alla collana “Fumetti Crudi” pubblicata da Shockdom.
- “Vite di Carta” (con Marco Rincione) Shockdom 2017. Il graphic novel appartiene alla collana laterale della serie “Timed” di Shockdom. Il protagonista Carl è dotato di una super-empatia, che gli permette di far rivivere ad altri i ricordi più cari. La storia tratta il tema della nostalgia, che spinge Carl a viaggiare in cerca delle emozioni e dei luoghi del suo passato.
- “Condusse me”, Shockdom 2019. Il volume antologico include Storielline, Amor Condusse Noi (una sorta di sequel di Storielline) e tre cornici di raccordo. Il graphic novel ha una forte componente introspettiva che analizza un particolare percorso intimo e personale dei protagonisti. Il libro appartiene alla collana “Fumetti Crudi” di Shockdom.
- "Dirt, i figli di edin", Shockdom 2022. Primo di una quadrilogia. Quest'opera è molto diversa dalle altre di quest'autore, è più divertente ma riesce a inserire un velo malinconico nei momenti più appropriati. Dopo la pandemia, il mondo è andato in rovina, in un misto tra The Last of Us e Chi ha incastrato Roger Rabbit "Dirt" il nostro protagonista non riesce a morire.

## Premi e riconoscimenti
- Premio Missaglia Miglior Autore, Treviso Comic Book Festival 2015.
- Personaggio audace dell’anno, Audaci Awards 2015.
- Finalista premio “Carlo Boscarato” del Treviso Comic Book Festival nel 2016.
- Finalista Premio Attilio Micheluzzi - Napoli Comicon 2017.

## Critica
Rincione ha ricevuto un riscontro positivo da parte del pubblico e dai principali siti italiani di critica fumettistica sin dai suoi esordi.
In Noumeno, la rivista Nocturno riconosce la capacità dell’autore di “raccontare un mondo, quello della comunicazione in alcune delle sue declinazioni più attuali, la politica e il giornalismo, attraverso una trama avvincente che scorre in maniera fluida”.
“Paranoiae” è considerato un graphic novel “coraggioso”, per i suoi temi cupi e l’indagine introspettiva (Badcomics, Comicus, Il Bar del Fumetto e Letture pericolose).
“Paperi” è una delle opere più controverse dell’autore. Lo Spazio Bianco sottolinea lo sviluppo nell’espressività del segno di Rincione, che riesce a trasmettere una vera e propria sensazione di disagio. In particolare, paperPaolo è definito “scomodo e rischioso”, ma lo consacra come autore di punta di questa generazione.
Lo Spazio Bianco individua in “Vite di Carta” una certa staticità dei lavori e una scarsa attitudine a costruire una trama articolata, tuttavia consacra questo volume come il migliore dei tre pubblicati per il progetto “Timed”, di cui fa parte, per l’innegabile sensibilità, intelligenza e delicatezza. Secondo Fumettologica l’opera peccherebbe di intellettualismo, per via della sua tendenza a concentrarsi eccessivamente sul flusso di coscienza dei personaggi.
Rispetto alle altre opere, “Condusse me” ha ricevuto un’accoglienza più dura dalla critica. La redazione di BadComics nota invece un’evoluzione stilistica dell’autore rispetto alle prime opere.